# Пицо
Пѝцо (на италиански: Pizzo, може да се намира и неправилната, но обща форма Pizzo Calabro, Пицо Калабро, на местен диалект u Pìzzu, у Пицу) е пристанищен и морски курортен град и община в Южна Италия, провинция Вибо Валентия, регион Калабрия. Разположен е на 44 m надморска височина. Населението на общината е 9263 души (към 2012 г.).